# Pra Loup
Pra Loup är en vintersportort i Uvernet-Fours i Alpes-de-Haute-Provence, 7 kilometer från staden Barcelonnette i Frankrike.

## Sport och fritid
Tävlingar vid juniorvärldsmästerskapen i alpin skidsport 1999 avgjordes här. Här passerade även tävlingscyklisterna vid Tour de France 1975.

### Fotnoter
1. ↑  ”Results FIS Alpine Junior World Ski Championships” (på engelska). FIS. 9-14 mars 1999. http://data.fis-ski.com/alpine-skiing/results.html?place_search=&seasoncode_search=1999&sector_search=AL&date_search=&gender_search=&category_search=WJC&codex_search=&nation_search=&disciplinecode_search=&date_from=01&search=Search&limit=50. Läst 11 februari 2014.